# Bölen och Skulnäs
För växten bölen, (Vaccinium uliginosum), se odon, för sjön Bölen, se Bölen, Östergötland.
Bölen och Skulnäs är en av SCB avgränsad och namnsatt småort i Örnsköldsviks kommun. Småorten omfattar bebyggelse i de två samhällena belägna i Nätra socken.
Vid Skulnäs ligger Sörbygdegården och EW-stugan. Både Skulnäs och Bölen ligger invid europaväg 4 strax norr om Skuleskogen. Byarna ligger vid Skulesjöns (57 m ö.h.) västra strand.